# Tanrekfélék

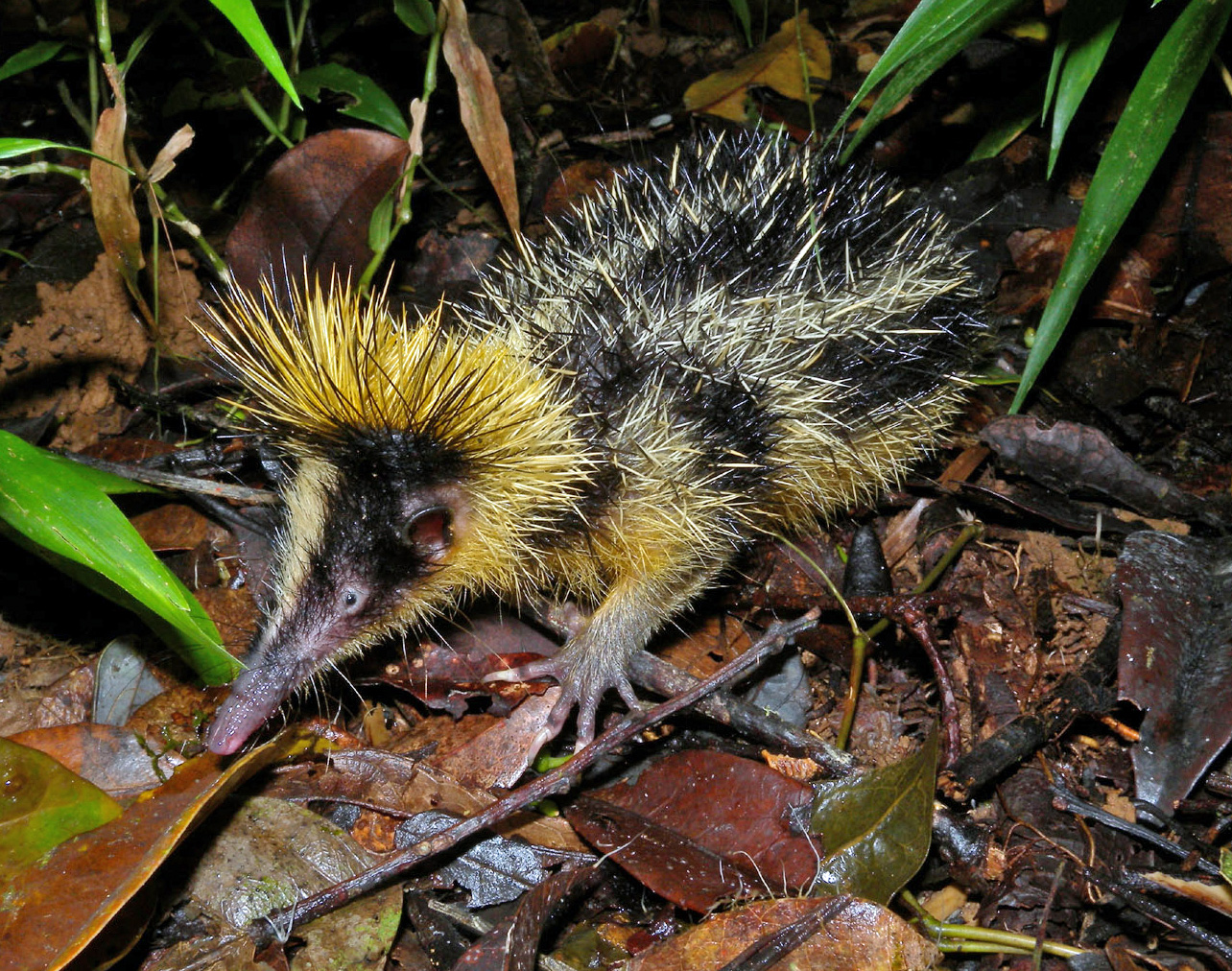
Sávos tanrek (Hemicentetes semispinosus)

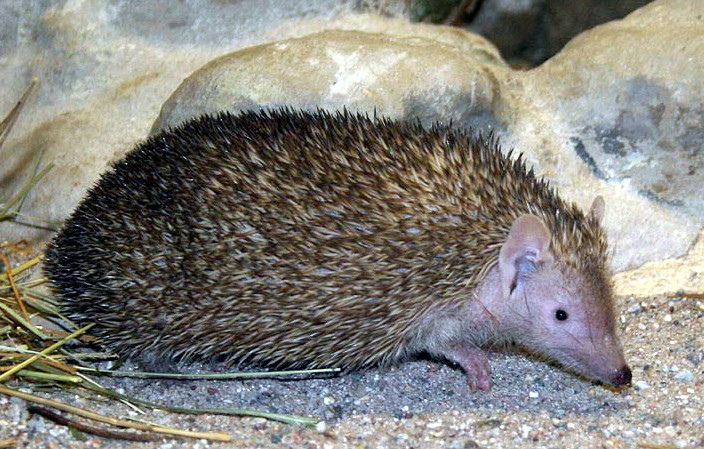
Kis süntanrek (Echinops telfairi)

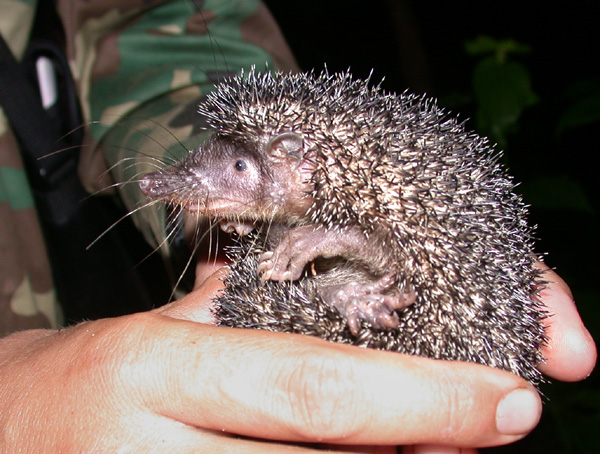
Süntanrek (Setifer setosus)

A tanrekfélék (Tenrecidae) az emlősök (Mammalia) osztályába és az Afrosoricida rendbe tartozó család. Mintegy 4 alcsalád, 10 nem és 30 faj tartozik a családba.
Az ide tartozó fajokat a régebbi rendszerbesorolások a rovarevők (Insectivora) rendjébe sorolták.

## Rendszerezés
A család az alábbi alcsaládokat, nemeket és fajokat foglalja magában.

### Geogalinae
A Geogalinae alcsaládba  1 nem és  1 faj tartozik
- Geogale (Milne-Edwards &  A. Grandidier, 1872) – 1 faj
  - fülestanrek (Geogale aurita)

### Oryzorictinae
Az Oryzorictinae alcsaládba  3 nem és  21 faj tartozik
- Limnogale (major, 1896) – 1 faj
  - vízitanrek (Limnogale mergulus)

- Microgale (Thomas, 1882) – 18 faj, cickánytanrekek
  - Microgale brevicaudata
  - Microgale cowani
  - Microgale dobsoni
  - Microgale drouhardi
  - nagy cickánytanrek (Microgale dryas)
  - Microgale fotsifotsy
  - Microgale gracilis
  - Microgale gymnorhyncha
  - hosszúfarkú cickánytanrek (Microgale longicaudata)
  - Microgale monticola
  - Microgale nasoloi
  - törpe cickánytanrek (Microgale parvula)
  - Microgale principula
  - Microgale pusilla
  - Microgale soricoides
  - Microgale taiva
  - Microgale talazaci
  - Microgale thomasi

- Oryzorictes (A. Grandidier, 1870) – 2 faj, rizstanrekek
  - gyakori rizstanrek (Oryzorictes hova)
  - négyujjú rizstanrek (Oryzorictes tetradactylus)

### Potamogalinae
A Potamogalinae alcsaládba  2 nem és  3 faj tartozik
- Micropotamogale (Heim de Balsac, 1954) – 2 faj
  - törpe vidracickány (Micropotamogale lamottei)
  - Ruwenzori vidracickány (Micropotamogale ruwenzorii)

- Potamogale (Du Chaillu, 1860) – 1 faj
  - nagy vidracickány (Potamogale velox)

### Tenrecinae
A Tenrecinae alcsaládba  4 nem és  5 faj tartozik 
- Echinops (Martin, 1838) –  1 faj
  - kis süntanrek (Echinops telfairi)

- Hemicentetes (Mivart, 1871) –  2 faj
  - hegyi sávostanrek (Hemicentetes nigriceps)
  - sávos tanrek (Hemicentetes semispinosus)

- Setifer (Froriep, 1806) – 1 faj
  - süntanrek (Setifer setosus)

- Tenrec (Lacépède, 1799) – 1 faj
  - farkatlan tanrek (Tenrec ecaudatus)